# تشتاق (طغامين)
تشتاق (بالفارسية: چتاق) هي قرية تقع في إيران في قسم طغامین الريفي. يقدر عدد سكانها بـ 235 نسمة بحسب إحصاء 2016.